# Porzellanwerke in Freiberg
Seit 1906 wird in Freiberg Porzellan gefertigt. Dabei wechselten im Laufe der Jahre mehrfach Eigentümer und Produkte.

## Historie der Freiberger Porzellanwerke
Die Porzellanherstellung ist seit dem Jahre 1906 in Freiberg heimisch. Damit begonnen wurde in einem Industrieneubau an der Frauensteiner Straße, der seit der Gründung zwei Jahre zuvor errichtet wurde. Hochspannungsisolatoren prägten das Sortiment. Dabei fungierte das Werk als eine Zweigstelle des Porzellanwerks Hermsdorf-Schomburg der Kahlaer Porzellanwerke AG. 1921 wurde ein Tunnelofen in Betrieb genommen, was einen höheren Durchsatz ermöglichte. Am 19. März 1923 wurde ein Eine-Million-Volt-Versuchsfeld für die Hochspannungsisolatoren eingeweiht (siehe separater Absatz). Bis zu 400 Mitarbeiterinnen und Mitarbeiter zählte das Freiberger Werk, bis es 1933 bedingt durch die Weltwirtschaftskrise geschlossen wurde.
Erst 1945 wurde die Produktion wieder aufgenommen. Dazu nutzte man die ehemalige Zentralwäsche der Bergbau-Grube „Himmelfahrt“ an der Himmelfahrtsgasse. Die Architektur des Gebäudes ist auf Werner Retzlaff zurückzuführen. Der neben dem Gebäudekomplex liegende Erzwäscheteich existiert bis heute. Hergestellt wurden Kleinserien für den Haushalt sowie erneut technische Porzellane. Am 1. Juli 1947 fand die Verstaatlichung des Werkes zum „VEB Porzellanwerk Freiberg“ statt. Zu DDR-Zeiten arbeitete dieses eng mit dem Wissenschaftlich-Technischen Betrieb Keramik Meißen (WTK) zusammen. Ende der 1950er sowie in den 1960er Jahren wurden die Produktionshallen modernisiert, da der Bedarf insbesondere für Exporte stark gestiegen war. In verschiedenen Ausbaustufen wurden u. a. Fondspritzerei, Malerei, Rundofenhaus, Musterzimmer, Hausmeisterwohnung, Rohstofflager, Brennanlage für Feuerfestporzellan, Rundöfen, Siebdruck, Meisterstube, Schmelz- und Polierraum sowie ein Kesselhaus saniert und zum Teil auch neu geschaffen und somit eine Produktionskapazität von 600 Tonnen pro Jahr erreicht, nachdem diese mit 200 Tonnen vorher schon recht hoch gewesen war. Eine weitere wichtige Erweiterung war der Bau einer Halle für zwei Tunnelöfen in den Jahren 1960 bis 1962. Dabei wies der Glühbrandofen eine Länge von 34 Metern auf, der Glattbrandofen schon 60 Meter. 1989 zählte die Produktionsstätte 450 Mitarbeiterinnen und Mitarbeiter. Die Belegschaft des VEB konnte seit Sommer 1976 ein betriebseigenes Ferienheim im nordsächsischen Bucha für ihren Urlaub nutzen. Zu den Künstlern, die für das Werk designten, gehörte Astrid Lucke.
Mit der Wende änderten sich die Gegebenheiten auch für das Porzellanwerk Freiberg. Einige ehemalige Mitarbeiter bemühten sich um eine Fortführung. Das Unternehmen wurde ein Treuhandbetrieb und an den Arzberger Firmenverband Carl Schumann GmbH & Co. KG verkauft. Mit erneuten Eigentümerwechseln – 1992 an Carl Schumann GmbH Colditz und 1994 an die IPV Projektierungs- und Vermögensgesellschaft mbh Dresden – ging die Reprivatisierung einher. Das Unternehmen firmierte dann unter „Sächsisches Porzellanwerk Freiberg“, bis das Werk Anfang 2000 schließlich vollständig geschlossen wurde, zu dem Zeitpunkt war die verbliebene Belegschaft auf 50 Personen geschrumpft. Zur Schließung führten letztlich auch Unklarheiten zur genutzten Immobilie. Die Triptis Porzellan GmbH meldete Interesse an einer Übernahme an und beschaffte dem Freiberger Porzellanwerk trotz Liquiditätsengpässen noch einen Auftrag mit dreimonatiger Auslastung, konnte den Standort damit aber nicht vor der Auflösung bewahren.
Seit dem 1. August 2000 existiert das Nachfolge-Unternehmen Freiberger Porzellan GmbH.
Im Jahre 2021 wurden alle Gebäude des Standortes Himmelfahrtsgasse außer dem denkmalgeschützten Verwaltungsgebäude abgerissen.

### Eine-Million-Volt-Versuchsfeld
Am Standort Frauensteiner Straße wurden von 1906 bis 1928 Hochspannungsisolatoren hergestellt. Für exklusive Tests wurde daher 1921 ein Eine-Million-Volt-Versuchsfeld erbaut, das am 19. März 1923 eingeweiht wurde. Mit ihrer Größe war die Anlage in Freiberg seinerzeit die größte in ganz Europa.

### Ursprüngliche Produkte
Weltweit bekannte Service stammen u. a. von Karl Dressler (Form Gloria), Dietmar Menzer (Formen Classic und Fashion), Bärbel Thoelke (Form Madeleine), Steffen Schröter, Ilse Decho (Form Julia), Astrid Löffler (Form Diamant) oder auch Jutta Schulz (Form Poesie).
Beliebt war zudem das feuerfeste Kochgeschirr „Cordoflam“, das 1966 auf dem Markt kam. Es handelte sich dabei um Gefäße, mit denen gleichermaßen gekocht und serviert werden konnte. Elf Jahre später wurden Design und Funktionalität angepasst.

## Freiberger Porzellan GmbH

### Wurzeln

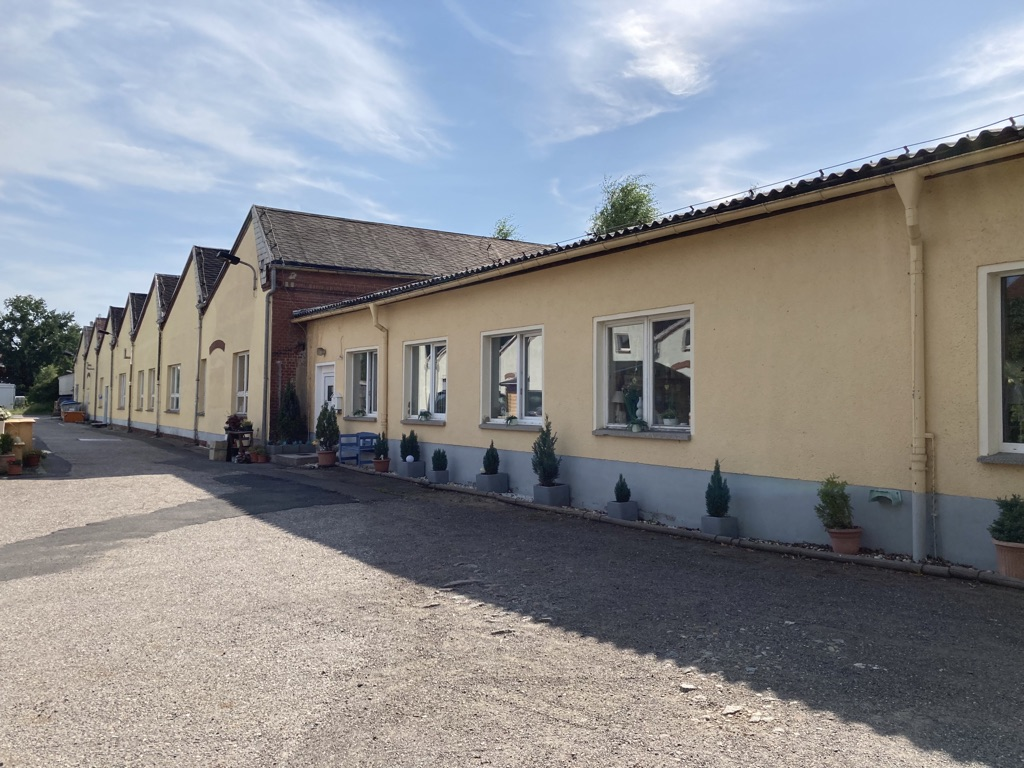
Porzellanwerk Zuger Straße 46

Im Laufe der Jahre erlebte die Porzellanherstellung in Freiberg mehrere Wandel hinsichtlich Sortiment, Eigentümer und sogar Existenz. 1999 wurde der Betrieb des „Sächsischen Porzellanwerk Freiberg“ als letzter Vorläufer der Freiberger Porzellan GmbH vollständig abgewickelt.
Seit dem 1. August 2000 greift die Freiberger Porzellan GmbH – bis 31. Dezember 2007 Zandi Form & Dekor GmbH firmierend – erfolgreich die traditionelle Porzellanherstellung in Freiberg auf. Nach vier Jahren in der Nachbarstadt Brand-Erbisdorf, befindet sich der Firmensitz seit 2004 an der Zuger Straße und damit wieder in Freiberg.
Mit der Gründung von Zandi arbeiteten zunächst sechs Mitarbeiter im Betrieb. bereits im Jahr darauf hatte sich die Zahl der Mitarbeitenden nach Investitionen u. a. in Brenntechnik verdoppelt. 2009, dann wieder am Freiberger Standort, investierte die private Kapitalgesellschaft in eine Druckgießanlage und ermöglichte damit präzisere Qualität sowie höhere Produktionszahlen. Im gleichen Jahr erreichte man die Marke von 20 Mitarbeitern, die sich bis heute hält. Zwei Jahre später wurde eine technische Anlage zum Fondspritzen angeschafft, wodurch vollflächig Farben auf Porzellan aufgebracht werden können. Mitte 2021 wurde die Brennkapazität durch die Anschaffung eines weiteren Elektroofens erhöht.

### Produkte

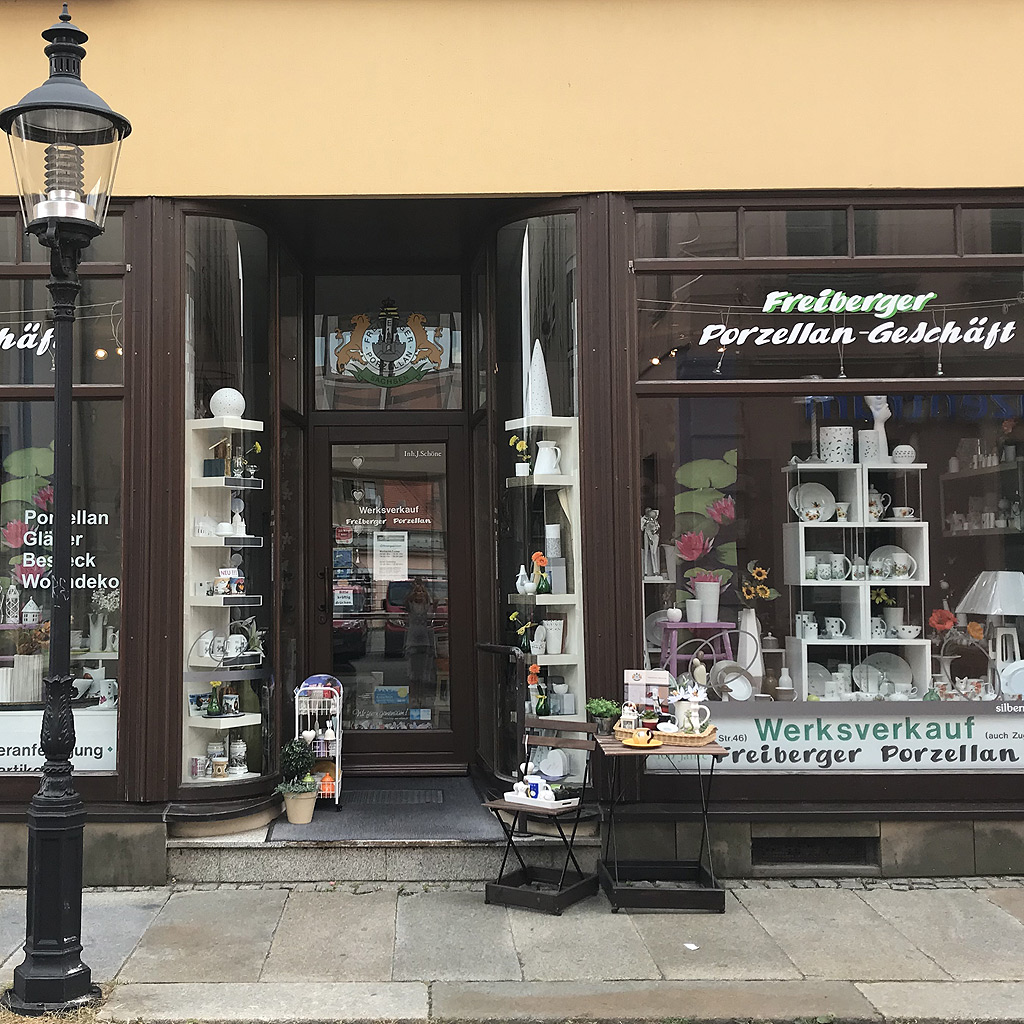
Innenstadtgeschäft Korngasse 12

Das Portfolio der Freiberger Porzellan GmbH umfasst neben der Entwicklung design-orientierter Trends für Haushaltsgeschirr, Deko- und Geschenkartikel auch die Bereiche individuelle Werbemittel, Gastrogeschirr, Haushaltsgeschirr, Deko- und Geschenkartikel sowie sanitärkeramische Lösungen.

### Vertrieb und Öffentlichkeitsarbeit
Die Firma betreibt ein Geschäft in der Freiberger Innenstadt sowie in Dresden in der Neustädter Markthalle.